# San Martín del Camino

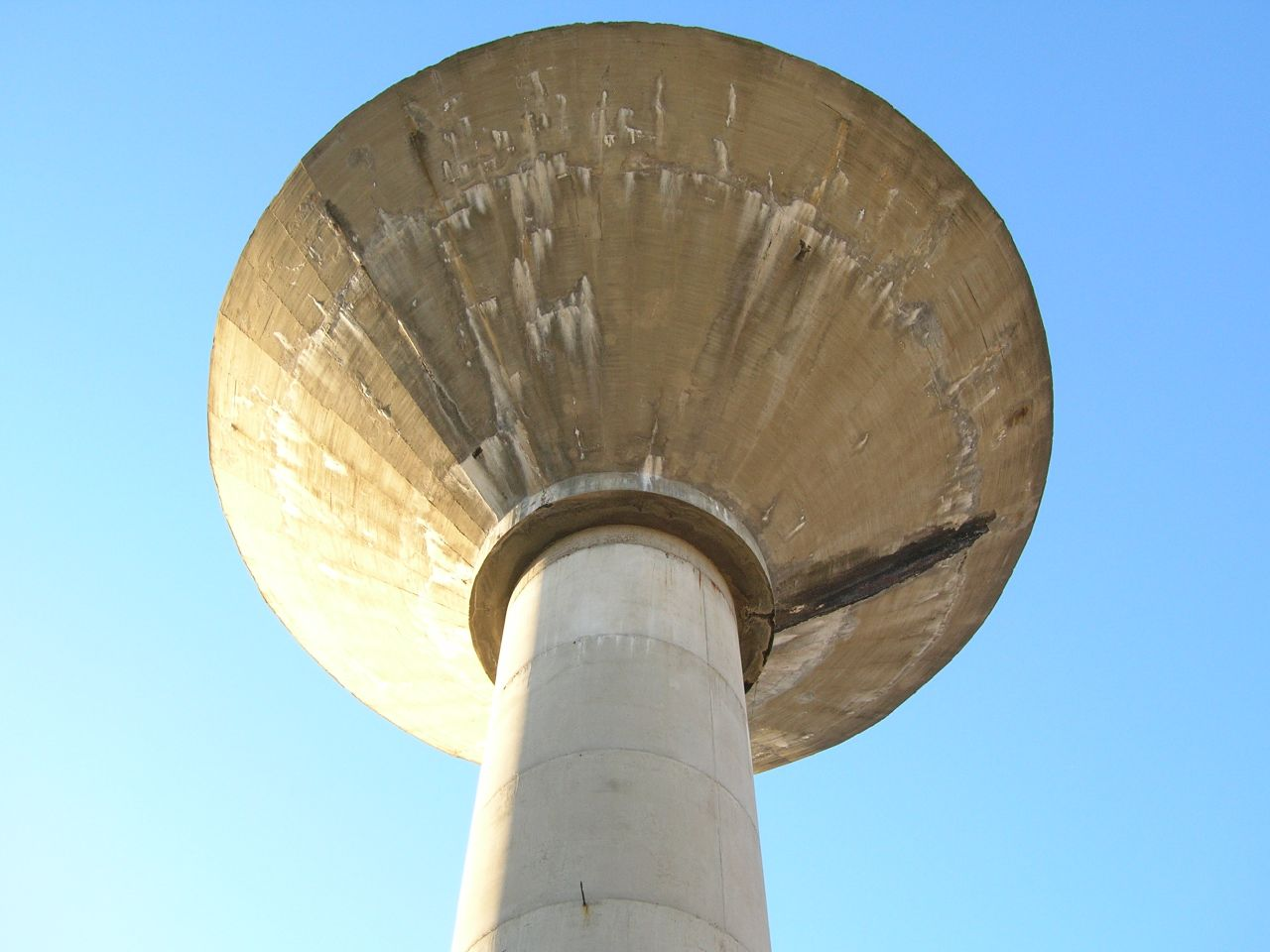
Notwendiges Utensil auf flachem Land – Der Wasserturm von San Martín del Camino

San Martín del Camino ein Ort am Jakobsweg in der Provinz León der Autonomen Gemeinschaft Kastilien und León, administrativ ist er von Santa Marina del Rey abhängig.

## Sehenswertes
- Martinskirche (Iglesia de San Martín) mit Figuren des Namenspatron und anderer Heiliger, deren „Aufgabenbereich“ Schutz und Sorge um Pilger beinhaltete (hl. Michael, hl. Rochus, San Antonio Abad).

## Fiesta
- Patronatsfest an Sankt Martin, 11. November